# 孙桐林
孙桐林（1992年12月23日—），男，山东烟台人，中国篮球运动员。曾代表中国国家队参加2014年亚洲运动会男子篮球比赛，最终获得第五名。他也曾代表新疆喀什古城获得2016年亚洲篮球俱乐部冠军杯冠军。